# Tre digte af Hans Christian Andersen
Tre digte af Hans Christian Andersen is een verzameling liederen van Niels Gade. Gade schreef drie toonzettingen onder teksten van Hans Christian Andersen. De liederen zijn getiteld:
1. Romanza in andantino
2. Martsviolerne in allegretto scherzando
3. Snee-dronningen in andantino quasi scherzando

De liederen verschenen in 1851 in druk. Opvallend is de lengteverdeling, het derde lied duurt even lang als de eerste twee samen.  